# Réou
Réou est un personnage de la Genèse. Il est le sixième dans la liste des personnes mentionnées dans la Bible dans les dix générations entre Noé et Abraham (Genèse 11 :18 ; 11 :1 ; Chroniques 1 :11). Il est le fils de Péleg et le père de Seroug. Il meurt à 239 ans.
Un nom externe pour sa femme est Ora Bat Hur ou Arab Bat Ben Kashd.
Ceux qui croient à son existence estiment qu'il a vécu de -2217 à -1978.
Le terme 'réou' désigne également un ruisseau dans les Alpes du Sud (ex. : Réou d'Arsine).

## Origine du nom
Le nom Réou n'est pas interprété dans la Bible, mais des parallèles, probablement des noms araméens, apparaissent dans les écrits néo-assyriens de Ninive (VIIe siècle av. J.-C.) sous les formes Ra'u et Ra'unanu. Le nom apparaît au premier millénaire avant notre ère dans des écrits hébreux extrabibliques, ainsi qu'en amoréen, phénicien (ponique), et surtout en akkadien à de nombreuses périodes.
Les consonnes du nom - ra'u - correspondent peut-être à la forme ra'a dans la langue sémitique occidentale, qui parmi ses significations est : « paître » (dans le champ), « se connecter » (à une personne), et aussi d'être sept ou le sien. Par conséquent, sa signification en tant qu'adjectif peut signifier "berger", "ami", "personne agréable" (pour les autres), et aussi "agréable" en tant qu'adjectif.
Ce nom peut aussi être relié aux noms de Dieu comme une caractéristique des titres de Dieu, ou dans le cas du nom "El" aussi pour décrire la personne qui porte ce nom comme un "ami de Dieu" (similaire au nom "Yidida"), comme dans le nom biblique correspondant "Rauel". Il est également possible que le "Réou" biblique soit une abréviation de "Rauel".

## Les années de Réou
Réou est né à Peleg lorsque son père avait trente ans (Beresheith, 11, 18), et c'est l'âge également écrit sur le père de son grand-père (Beresheith, 11, 14).
Réou a donné naissance à Seroug quand il avait trente-deux ans, et a vécu encore 207 ans, un total de 239 ans, comme le nombre d'années de son père, Peleg.
Selon Moshe David Kasuto (Menach ad Avraham, pp. 174-175, 180-181), tous les nombres des listes relationnelles ("toldot") du livre de la Genèse utilisent, comme dans les chronologies maspotomiques, la méthode des nombres, et sont toujours des multiplications et des additions de nombres de base. Dans son cas :
Trente = un nombre élémentaire.
207 = 200 + 7.
239 = 200 + addition de 36 ans + addition de 36 mois.

## Livre des Jubilés
Le Livre des Jubilés nomme la mère de Reou, Lomna de Shinar (10:28) et sa femme, Ora, fille d'Ur Kesed (11:1). On dit qu'il est né à l'époque où la Tour de Babel a été commencée.
Selon le texte massorétique (Genèse 11:20), Reou avait 32 ans lorsque Seroug est né et a vécu jusqu'à l'âge de 239 ans (quand Abraham avait 18 ou 78 ans).
La Septante et le Pentateuque samaritain déclarent que son âge à la naissance de Seroug était de 132 ans, et la Septante donne donc l'âge au décès à 339 ans.